# IC 3489
IC 3489 ist eine Balken-Spiralgalaxie vom Hubble-Typ SBa? im Sternbild Jungfrau am Nordsternhimmel. Sie ist schätzungsweise 348 Millionen Lichtjahre von der Milchstraße entfernt.
Das Objekt wurde am 10. Mai 1904 von Royal Harwood Frost entdeckt.